# Sacro Monte di Orta
El Monte Sacro di San Francesco o Sacro Monte di Orta es un santuario italiano ubicado en Orta San Giulio, Provincia de Novara, en el Piamonte. Es uno de los nueve Sacri Monti de Piamonte y de Lombardía incluidos en la lista del Patrimonio Mundial de la Unesco desde 2003. La entidad «Riserva naturale speciale del Sacro Monte di Orta» tiene su domicilio en Via Sacro Monte, 28016 Orta San Giulio (NO).
Este monte sacro se encuentra en la cima de un monte junto al lago, a unos 400 metros sobre el nivel del mar. La colina se eligió probablemente por su maravillosa posición paesajística y su espléndida vista panorámica del lago y de Orta. El Monte se construyó, emulando el cercano Monte Sacro de Varallo, a partir de finales del siglo XVI, por iniciativa de la Comunidad de Orta y del abad novarés Amico Canobio. Surge junto a la ya preexistente iglesia de San Nicolao, antiguo lugar de culto donde se veneraba una estatua del siglo XV de la Virgen de la Piedad.
Las veinte capillas, que se subsiguen en un itinerario en espiral, narran la vida de San Francisco como imitador de Cristo, desde su nacimiento hasta su canonización. En cada capilla, cubiertas con placas de piedra, gneis, está representado un momento significativo de la vida del santo, con bellísimos frescos y esculturas de terracota. El recorrido artístico está acompañado de una rica vegetación, cuidadosamente colocada, que tenía que guiar al peregrino en el itinerario sagrado y consentirle momentos de descanso y recogimiento a la sombra de una planta. Toda la zona donde surge el Monte Sacro está cubierta de bosques de gran follaje que, en parte, han ocupado las antiguas terrazas en desnivel hacia el lago y que en otro tiempo estaban cultivadas con prados y frutales.
En 1980 la Región Piamonte, reconoció la inestimable relación que une a las capillas, el recorrido devoto y el ambiente natural y decidió protegerlo conservarlo y valorizar el patrimonio histórico, religioso y forestal del Monte Sacro de Orta.

## Historia
En 1590 comenzaron las obras de construcción del convento, para acoger a una comunidad de Franciscanos Capuchinos, y de las capillas dedicadas a la vida de San Francisco. La idea nació en la misma Comunidad de Orta, que desde hacía cincuenta años veneraba en el monte una estatua del siglo XV de la Virgen de la Piedad, pero el impulso decisivo lo dio el abad de Novara Amico Canobio.
El proyecto que en su origen preveía treinta y seis capillas, distribuidas en un itinerario que se articulaba en espiral por la pendiente del promontorio, se le confió al padre capuchino Cleto da Castelleto Ticino. La realización de las obras fue seguida de cerca por el obispo de Novara Carlo Bascapè que, convencido de la gran importancia que el monte podía tener para instruir al pueblo de los creyentes, controló y corrigió personalmente el proyecto, intentando que fuera accesible el recorrido y cuidando la sucesión correcta de los episodios. El obispo donó personalmente la tercera capilla, dedicada a la “renuncia de San Francisco a los bienes del mundo en las manos del obispo”. En esta fase de las obras, caracterizada por soluciones arquitectónicas basadas en modelos tardo renacentístas, participaron famosos artistas se Milán y de Novara.
Hacia la mitad del siglo XVII un profundo cambió afectó la forma de ver y de entender el itinerario sagrado, se propuso en clave de fulgurante barroco. El protagonista de este periodo fue el escultor Dionigi Bussola, que renovó profundamente la colocación de los grupos escultóricos y sostituyó las antiguas celosías de madera, colocadas entre el espectador y la escena, por finas rejas de hierro. En el siglo XVIII la arquitectura del Monte Sacro sufrió la invasión de un nuevo y refinado gusto rococó, al que le sucedió posteriormente el modelo neoclásico.